# Предподростковый возраст
Предподростковый возраст — период жизни человека между ранним детством и подростковым возрастом. Границы этого периода варьируются по разным классификациям: от 8 до 12 лет, от 9 до 14 лет, от 10 до 13 лет. Выбор границ зависит от научной дисциплины, рассматривающей данный возраст с различных позиций: физиологии, педагогики, социологии.
Физиологически предподростковый возраст предшествует половому созреванию и соответствует началу гормональных сдвигов и вызванных ими психологическими явлениями, хотя исследования показывают, что характерные для «переходного возраста» бурные вспышки носят не только физиологический характер и могут отсутствовать в культурах, отличных от западноевропейской. Термин «предпубертантный» при этом не является синонимом «предподростковый», так как отражает только те изменения, которые происходят в половой системе, но не культурные и социальные аспекты взросления.
Один из пионеров психологии, американский исследователь Стэнли Холл, называл предподростковый возраст периодом перехода от дикости к цивилизации. Хотя в целом его теория  соответствия стадий развития человека стадиям развития человеческого общества была подвергнута критике современников, собранные им материалы легли в основу дальнейшего развития возрастной психологии.
Системы возрастной периодизации обычно не выделяют предподростковый возраст в отдельный возрастной период, включая его в детские годы. В теории психосоциального развития Эрика Эриксона и периодизациях Л. С. Выготского и Д. Б. Эльконина ему соответствует  «школьный возраст» (или с уточнением «младший школьный возраст»). В классификации Академии педагогических наук СССР он назван «вторым периодом детства».